# 拉季謝沃區
52°51′N 47°53′E / 52.850°N 47.883°E
拉季謝沃區（俄语：Радищевский район），是俄羅斯的一個區，位於該國西南部，由烏里揚諾夫斯克州負責管轄，面積1,637平方公里，2010年人口14,284，人口密度每平方公里8.73人。